# 牧島かれん
牧島 かれん （まきしま かれん、1976年〈昭和51年〉11月1日 - ） は、日本の政治家、政治学者。自由民主党所属の衆議院議員（5期）。
デジタル大臣（第2・3代）、内閣府特命担当大臣（規制改革）、自由民主党青年局長、内閣府大臣政務官を歴任した。

## 来歴
神奈川県横須賀市出身。小学校から高等学校までの12年間、横須賀の自宅から横浜雙葉へ通学する。父親の牧島功は、小泉純也と小泉純一郎それぞれの衆議院議員秘書、横須賀市議会議員、神奈川県議会議員を務めたのち、1998年の第18回参議院議員通常選挙で神奈川県選挙区から、河野洋平を選挙対策本部長に自由民主党公認で立候補するも落選となる。国際基督教大学3年時で父の落選にあたり政治学を志し、ジョージ・ワシントン大学大学院で政治学修士を修める。留学中に、NHKワシントン支局でNHK-BSのドキュメンタリー番組のコーディネーターを務め、アメリカ同時多発テロに遭遇する。
帰国後は、桐蔭横浜大学と東京純心女子大学で指導するほかテレビ神奈川の番組「教育はてな?」やFMブルー湘南で情報番組のパーソナリティを務める。2008年に「レトリカル・リーダーシップとアメリカ大統領：政治的コミュニケーションとその制度化」を著して国際基督教大学で博士（学術）を修める。
早稲田大学公共政策研究所「河野洋平特別プロジェクト～戦後内閣の軌跡」の担当を機に、引退する河野洋平から神奈川17区の後継を指名される。麻生太郎政権で政策スタッフを経験した。
2009年の第45回衆議院議員総選挙で神奈川17区から立候補するも、安倍晋三の首相秘書官を務めた井上義行が無所属で立候補して保守分裂選挙となり、民主党新人の神山洋介に敗れて比例区でも復活せずに落選した。
2012年の第46回衆議院議員総選挙で再び神奈川17区から立候補し、神山やみんなの党に入党した井上を破り初当選した。
2014年の第47回衆議院議員総選挙で再選。
2015年10月に内閣府大臣政務官に就く。
2016年4月14日、16日に熊本県で発生した熊本地震の現地対策本部長を、酒井庸行内閣府大臣政務官に代わり5月2日から5月8日まで務めた。
2017年の第48回衆議院議員総選挙で3選。
2020年9月に、菅義偉自民党総裁から女性として初めて自由民主党青年局長に起用される。
2021年10月4日、岸田内閣でデジタル大臣、内閣府特命担当大臣（規制改革）、行政改革担当大臣として初入閣。2021年10月7日、過去にNTTから1人5万円の高額接待を受けていたと週刊誌で報道される。
2021年10月31日、第49回衆議院議員総選挙で4選。
2024年10月27日、第50回衆議院議員総選挙では立憲民主党新人の佐々木奈保美に迫られるも5選。

## 人物
わな猟の狩猟免許を取得し、神奈川県猟友会小田原支部に所属している。
自民党の通称「ジビエ議連」に所属し「永田町のハイジ」というあだ名があるという報道がある。

## 略歴
- 横浜雙葉高等学校卒業、国際基督教大学教養学部社会科学科卒業
- 2001年、米国ジョージワシントン大学ポリティカル・マネージメント大学院修了（修士）
- 2001年、米国イェール大学ウィメンズキャンペーンスクール修了
- 2002年、桐蔭横浜大学助手
- 2002年、東京純心女子大学講師
- 2008年、国際基督教大学大学院行政学研究科博士後期課程修了、博士（学術）
- 2008年、慶應義塾大学大学院システムデザイン・マネジメント研究科非常勤講師
- 2008年9月、衆議院議長河野洋平から神奈川17区後継指名
- 2009年8月、第45回衆議院議員総選挙神奈川17区で落選
- 横浜薬科大学客員教授[12]
- 2012年12月、第46回衆議院議員総選挙神奈川17区で[12]初当選[13]
- 2014年12月、第47回衆議院議員総選挙神奈川17区で再選
- 2015年10月、内閣府大臣政務官
- 2016年5月、熊本地震現地対策本部長[14]
- 2017年10月、第48回衆議院議員総選挙で3選
- 2020年9月、自由民主党青年局長 女性初[21]
- 2021年10月、第49回衆議院議員総選挙で4選
- 2024年10月、第50回衆議院議員総選挙で5選

## 政策
- アベノミクスを評価する[22]。
- 消費増税の先送りをどちらかと言えば評価する[22]。
- 安全保障関連法の成立を評価する[22]。
- 北朝鮮問題への取り組みをどちらかと言えば評価する[22]。
- 共謀罪法をどちらかと言えば評価する[22]。
- 原子力規制委員会の審査に合格した原子力発電所は運転を再開すべきだ[22]。
- 将来も原子力発電は電力源のひとつとして保つべきだ[22]。
- ひとり親家庭やDINKSなど家族の形は多様でよい[22]。
- 憲法改正に賛成。改正すべき項目に、戦争放棄と自衛隊・緊急事態条項・国民の権利と義務を挙げる[22]。
- 選択的夫婦別姓制度に賛成[23]。
- 同性婚を法律に明記することに賛成[23]。

## 所属団体・議員連盟
- 自民党たばこ議員連盟[24]
- 神道政治連盟国会議員懇談会[25]
- TPP交渉における国益を守り抜く会
- 性的マイノリティに関する課題を考える会(事務局次長)

## 著作
- 『政治は歌になる』、オンブック、2009年。

## 選挙歴
| 当落 | 選挙                   | 執行日         | 年齢 | 選挙区         | 政党       | 得票数     | 得票率 | 定数 | 得票順位 /候補者数 | 政党内比例順位 /政党当選者数 |
| ---- | ---------------------- | -------------- | ---- | -------------- | ---------- | ---------- | ------ | ---- | ------------------ | ---------------------------- |
| 落   | 第45回衆議院議員総選挙 | 2009年08月30日 | 32   | 神奈川県第17区 | 自由民主党 | 10万5806票 | 36.18% | 1    | 2/4                | 1/6                          |
| 当   | 第46回衆議院議員総選挙 | 2012年12月16日 | 36   | 神奈川県第17区 | 自由民主党 | 9万8019票  | 38.76% | 1    | 1/5                | /                            |
| 当   | 第47回衆議院議員総選挙 | 2014年12月14日 | 38   | 神奈川県第17区 | 自由民主党 | 11万8537票 | 53.42% | 1    | 1/3                | /                            |
| 当   | 第48回衆議院議員総選挙 | 2017年10月22日 | 40   | 神奈川県第17区 | 自由民主党 | 11万7003票 | 51.27% | 1    | 1/3                | /                            |
| 当   | 第49回衆議院議員総選挙 | 2021年10月31日 | 45   | 神奈川県第17区 | 自由民主党 | 13万1284票 | 55.32% | 1    | 1/3                | /                            |
| 当   | 第50回衆議院議員総選挙 | 2024年10月27日 | 47   | 神奈川県第17区 | 自由民主党 | 11万5235票 | 50.92% | 1    | 1/2                | /                            |